# Contea di Knott
La contea di Knott in inglese Knott County è una contea dello Stato del Kentucky, negli Stati Uniti. La popolazione al censimento del 2000 era di 17 649 abitanti. Il capoluogo di contea è Hindman